# Christopher Ortiz
Christopher Ortiz (Brooklyn, 2 aprile 1993) è un cestista statunitense con cittadinanza portoricana.

## Carriera
Con Porto Rico ha disputato i Campionati americani del 2017.